# Monotekktoni
Monotekktoni ist das Soloprojekt der Berliner Musikerin Tonia Reeh (* 1977). Monotekktoni mischt Electronica-Elemente mit experimentellen Klängen.

## Geschichte und Stil
Monotekktoni ist das Soloprojekt der Berlinerin Tonia Reeh, welche hauptsächlich Sängerin und Gitarristin bei der Berliner Indie-band Masonne (ehemals Das Zuckende Vakuum) ist. Unter dem Namen Monotekktoni tritt sie schon seit 2001 auf. Ihre Musik besteht aus Elementen des Indie, der Electronica und auch des Ambient. Sie verwendet elektronische Klänge (welche sie alle selbst produziert, einspielt und verzerrt). Die Künstlerin bezeichnet ihren Musikstil als „Hard Listening“, konträr zu dem bekannteren Genre Easy Listening. Auf vielen Liedern singt sie auf Englisch, seltener auch auf Deutsch. Ihre Stimme vereint dabei einen sehr starken, konstanten Charakter mit einer gewissen Fragilität und Emotionalität.
Sie veröffentlichte 2004 die LP Tonfalle und 2006 das CD-Album how to reduce power consumption to a minimum, welche beide bei dem Berliner Label Sinnbusrecords erschienen sind. 2007 erscheint das dritte Album love your neighbour? no, thanks.
Des Weiteren ist sie auch auf der Kompilation 4 Women No Cry vertreten, auf dem neben ihr noch drei andere Solokünstlerinnen zu hören sind (u. a. Dorit Chrysler).
Live erscheint sie oft in skurrilen Outfits auf der Bühne, um die Gesamtaussage ihrer Musik noch einmal zu unterstreichen. Am 19. September 2008 erschien das vierte Album Different Steps To Stumble auf Sinnbusrecords.
2011 brachte sie unter dem Namen Tonia Reeh das Album Boykiller heraus, ein Piano-Vocal-Album.
Seit August 2013 tritt sie mit dem Schlagzeuger Rudi Fischerlehner als Duo auf.
Am 6. September 2013 erschien das neue Album Fight of the Stupid.

## Diskografie

### Alben
- Tonfalle (2004) (LP)(Sinnbusrecords/AufAuf)
- how to reduce power consumption to a minimum (2006) (CD) (Sinnbusrecords)
- love your neighbour? no, thanks. (2007) (CD/LP) (Sinnbusrecords)
- Different Steps To Stumble. (2008) (CD/LP) (Sinnbusrecords)
- Boykiller (2011) (unter dem Namen Tonia Reeh)
- Fight of the Stupid (2013)

### Kompilationen
- 4 women no cry (2006)
- Gerdas Grosse Gruppe (2003), Klangkrieg
- Berlin Insane (2005), Pale Music
- Flying to Utopia (2004), Transmediale Sampler

## Filmmusik
- 2023: Die Tagebücher von Adam und Eva (als Tonia Reeh)